# Karaca (Hozat)
Karaca (türkisch für Reh) ist ein Dorf (Köy) im Landkreis Hozat der türkischen Provinz Tunceli. Im Jahr 2011 hatte der Ort 23 Einwohner.